# Kanton Collobrières
Kanton Collobrières (fr. Canton de Collobrières) je francouzský kanton v departementu Var v regionu Provence-Alpes-Côte d'Azur. Tvoří ho tři obcí.

## Obce kantonu
- Bormes-les-Mimosas
- Collobrières
- Le Lavandou